# Grande Prêmio da Europa de 2008
Resultados do Grande Prêmio da Europa de Fórmula 1 realizado em Valência em 24 de agosto de 2008. Décima segunda etapa do campeonato, foi vencido pelo brasileiro Felipe Massa, da Ferrari, com Lewis Hamilton em segundo pela McLaren-Mercedes e Robert Kubica em terceiro pela BMW Sauber.

## Classificação da prova

### Treinos classificatórios

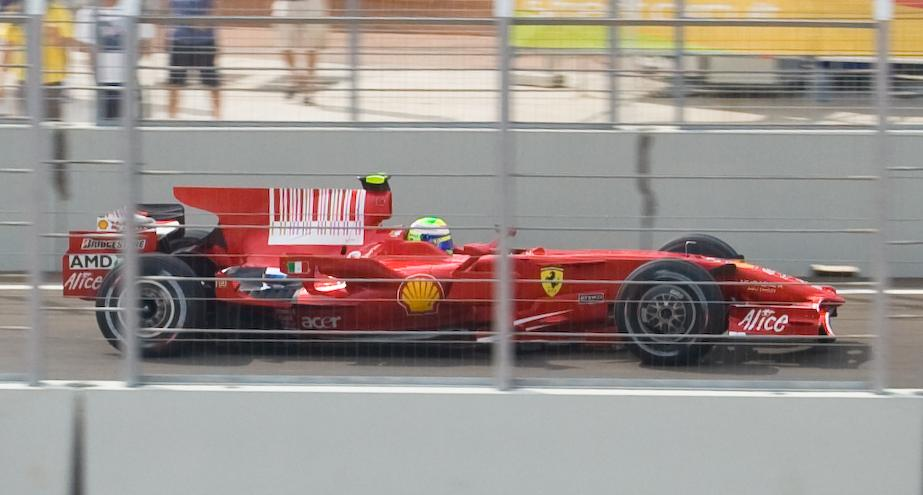
Felipe Massa venceu a corrida pela Ferrari.

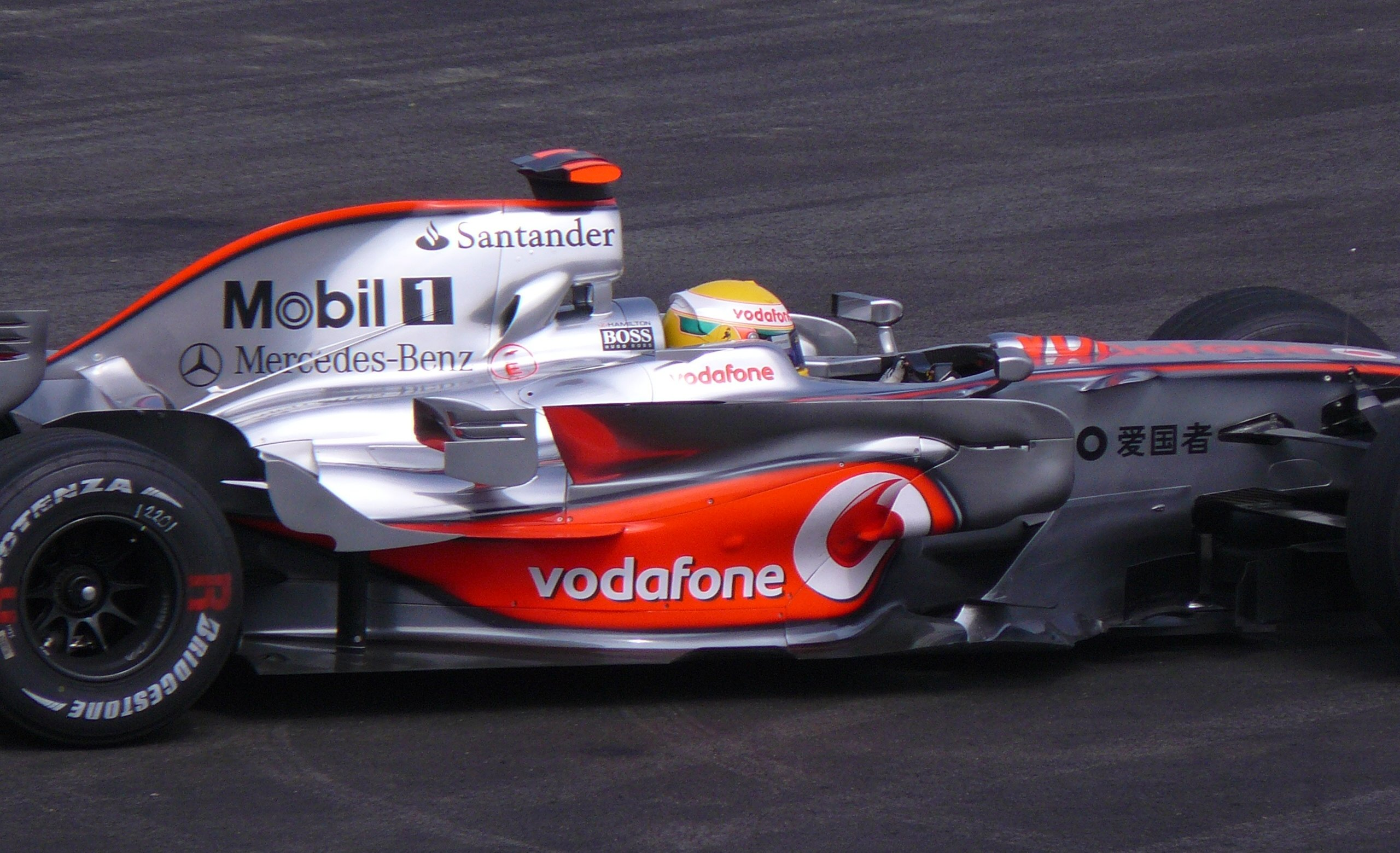
Lewis Hamilton terminou em segundo pela McLaren.

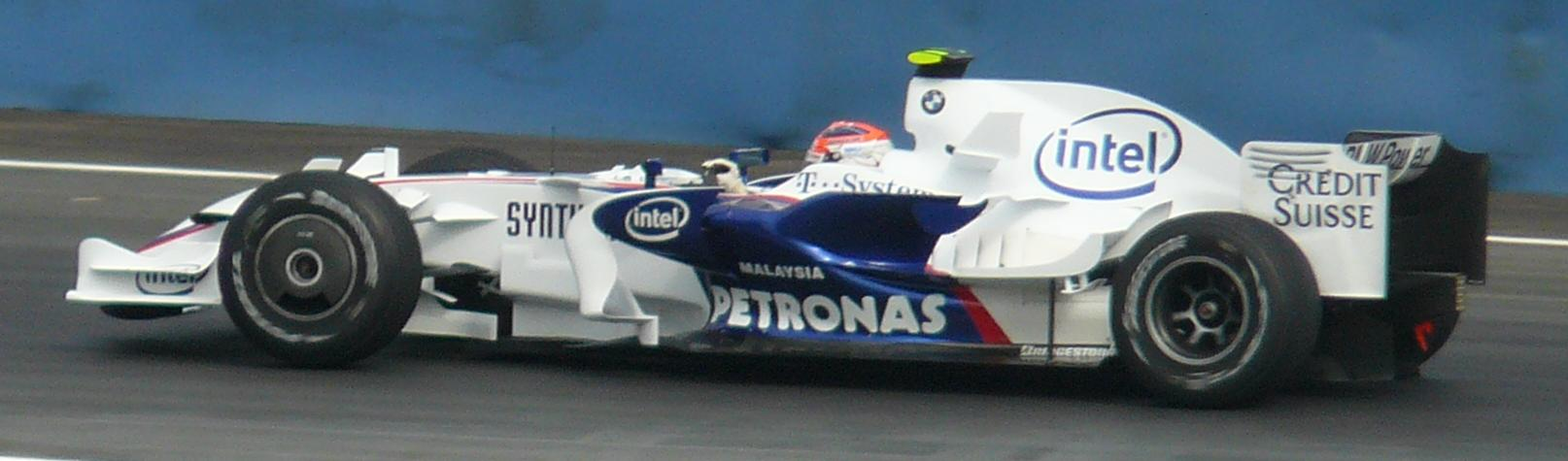
Robert Kubica terminou em terceiro pela BMW Sauber.

| Pos.   | Nº | Piloto               | Equipe              | Q1       | Q2       | Q3       | Grid | Notas      |
| ------ | -- | -------------------- | ------------------- | -------- | -------- | -------- | ---- | ---------- |
| 1      | 2  | Felipe Massa         | Ferrari             | 1:38.176 | 1:37.859 | 1:38.989 | 1    |            |
| 2      | 22 | Lewis Hamilton       | McLaren-Mercedes    | 1:38.464 | 1:37.954 | 1:39.199 | 2    |            |
| 3      | 4  | Robert Kubica        | BMW Sauber          | 1:38.347 | 1:38.050 | 1:39.392 | 3    |            |
| 4      | 1  | Kimi Räikkönen       | Ferrari             | 1:38.703 | 1:38.229 | 1:39.488 | 4    |            |
| 5      | 23 | Heikki Kovalainen    | McLaren-Mercedes    | 1:38.656 | 1:38.120 | 1:39.937 | 5    |            |
| 6      | 15 | Sebastian Vettel     | Toro Rosso-Ferrari  | 1:38.141 | 1:37.842 | 1:40.142 | 6    |            |
| 7      | 11 | Jarno Trulli         | Toyota              | 1:37.948 | 1:37.928 | 1:40.309 | 7    |            |
| 8      | 3  | Nick Heidfeld        | BMW Sauber          | 1:38.738 | 1:37.859 | 1:40.631 | 8    |            |
| 9      | 7  | Nico Rosberg         | Williams-Toyota     | 1:38.595 | 1:38.336 | 1:40.721 | 9    |            |
| 10     | 14 | Sébastien Bourdais   | Toro Rosso-Ferrari  | 1:38.622 | 1:38.417 | 1:40.750 | 10   |            |
| 11     | 8  | Kazuki Nakajima      | Williams-Toyota     | 1:38.667 | 1:38.428 |          | 11   |            |
| 12     | 5  | Fernando Alonso      | Renault             | 1:38.268 | 1:38.435 |          | 12   |            |
| 13     | 12 | Timo Glock           | Toyota              | 1:38.532 | 1:38.499 |          | 13   |            |
| 14     | 10 | Mark Webber          | Red Bull-Renault    | 1:38.559 | 1:38.515 |          | 14   |            |
| 15     | 6  | Nelson Piquet Jr.    | Renault             | 1:38.787 | 1:38.744 |          | 15   |            |
| 16     | 16 | Jenson Button        | Honda               | 1:38.880 |          |          | 16   |            |
| 17     | 9  | David Coulthard      | Red Bull-Renault    | 1:39.235 |          |          | 17   |            |
| 18     | 21 | Giancarlo Fisichella | Force India-Ferrari | 1:39.268 |          |          | 18   |            |
| 19     | 17 | Rubens Barrichello   | Honda               | 1:39.811 |          |          | 19   | [ nota 3 ] |
| 20     | 20 | Adrian Sutil         | Force India-Ferrari | 1:39.943 |          |          | 20   | [ nota 3 ] |
| Fonte: |    |                      |                     |          |          |          |      |            |

### Corrida
| Pos.   | Nº | Piloto               | Construtor          | Voltas | Tempo/Diferença  | Grid | Pontos |
| ------ | -- | -------------------- | ------------------- | ------ | ---------------- | ---- | ------ |
| 1      | 2  | Felipe Massa         | Ferrari             | 57     | 1:35:32.339      | 1    | 10     |
| 2      | 22 | Lewis Hamilton       | McLaren-Mercedes    | 57     | + 5.611          | 2    | 8      |
| 3      | 4  | Robert Kubica        | BMW Sauber          | 57     | + 37.353         | 3    | 6      |
| 4      | 23 | Heikki Kovalainen    | McLaren-Mercedes    | 57     | + 39.703         | 5    | 5      |
| 5      | 11 | Jarno Trulli         | Toyota              | 57     | + 50.684         | 7    | 4      |
| 6      | 15 | Sebastian Vettel     | Toro Rosso-Ferrari  | 57     | + 52.625         | 6    | 3      |
| 7      | 12 | Timo Glock           | Toyota              | 57     | + 1:07.990       | 13   | 2      |
| 8      | 7  | Nico Rosberg         | Williams-Toyota     | 57     | + 1:11.457       | 9    | 1      |
| 9      | 3  | Nick Heidfeld        | BMW Sauber          | 57     | + 1:22.177       | 8    |        |
| 10     | 14 | Sébastien Bourdais   | Toro Rosso-Ferrari  | 57     | + 1:29.794       | 10   |        |
| 11     | 6  | Nelson Piquet Jr.    | Renault             | 57     | + 1:32.717       | 15   |        |
| 12     | 10 | Mark Webber          | Red Bull-Renault    | 56     | + 1 volta        | 14   |        |
| 13     | 16 | Jenson Button        | Honda               | 56     | + 1 volta        | 16   |        |
| 14     | 21 | Giancarlo Fisichella | Force India-Ferrari | 56     | + 1 volta        | 18   |        |
| 15     | 8  | Kazuki Nakajima      | Williams-Toyota     | 56     | + 1 volta        | 11   |        |
| 16     | 17 | Rubens Barrichello   | Honda               | 56     | + 1 volta        | 19   |        |
| 17     | 9  | David Coulthard      | Red Bull-Renault    | 56     | + 1 volta        | 17   |        |
| Ret    | 1  | Kimi Räikkönen       | Ferrari             | 45     | Motor            | 4    |        |
| Ret    | 20 | Adrian Sutil         | Force India-Ferrari | 41     | Acidente         | 20   |        |
| Ret    | 5  | Fernando Alonso      | Renault             | 0      | Danos de colisão | 12   |        |
| Fonte: |    |                      |                     |        |                  |      |        |

## Tabela do campeonato após a corrida
| Pos.   | Piloto            | Pontos |
| ------ | ----------------- | ------ |
| 1      | Lewis Hamilton    | 70     |
| 2      | Felipe Massa      | 64     |
| 3      | Kimi Räikkönen    | 57     |
| 4      | Robert Kubica     | 55     |
| 5      | Heikki Kovalainen | 43     |
| Fonte: |                   |        |

| Pos.   | Construtor       | Pontos |
| ------ | ---------------- | ------ |
| 1      | Ferrari          | 121    |
| 2      | McLaren–Mercedes | 113    |
| 3      | BMW Sauber       | 96     |
| 4      | Toyota           | 41     |
| 5      | Renault          | 31     |
| Fonte: |                  |        |

- Nota: Somente as primeiras cinco posições estão listadas.